# Karl Beck
Karl Isidor Beck (1 maj 1817 – 9 april 1879) var en østrigsk digter.
Beck blev født i Ungarn, og betragtedes som den første proletardigter der skrev på tysk. Han fik succes med sine digtsamlinger Nächte, gepanzerte Lieder (1838), Lieder vom armen Manne (1847) samt versromanen Jankó, der ungarische Rosshirt (1842).